# Nouzové řízení
Nouzové řízení je organizace a řízení zdrojů a odpovědností za řešení všech humanitárních aspektů mimořádných událostí (připravenost, reakce, zmírnění a zotavení). Cílem je snížit škodlivé účinky všech nebezpečných situací včetně katastrof.
Světová zdravotnická organizace definuje stav nouze jako stav, ve kterém jsou normální postupy přerušeny, a je třeba přijmout okamžitá opatření (řízení), aby se zabránilo katastrofě, kterou je ještě těžší napravit. Řízení katastrof je příbuzný termín, ale není to synonymum k řízení mimořádných událostí.